# Kelterlack
Kelterlack ist ein lösungsmittelfreier, säure- und Alkoholbeständiger Lack, der auf die Metallteile aufgetragen wird, die bei der Weinherstellung mit dem Saft oder Wein in Berührung kommen. Damit soll verhindert werden, dass der Wein einen Eisengeschmack oder einen farblichen Braunton annimmt.
Für den direkten Kontakt mit Saft oder Wein müssen Oberflächen gegenüber den darin enthaltenen Fruchtsäuren und dem Alkohol stabil sein. Kelterlack wird benötigt, um vor allem Metallteile entsprechend zu versiegeln und lebensmittelecht zu machen. Klassischer weißer Kelter- oder Bottichlack basiert auf Naturharzen, insbesondere Copal. Zum Verdünnen des Lacks wird Spiritus (vergälltes Ethanol) genutzt. Diese Lacke sind zwar stabil gegenüber Alkohol und Säure aber nicht gegen Hitze. Sie können sich bereits bei relativ niedrigen Temperaturen ab 60 °C zersetzen, was beim Keltern aber meist kein Problem darstellt. Für die lange Lagerung von Wein oder die Verwendung mit hochprozentigen Spirituosen sind sie dagegen nicht geeignet.
Säurebeständige und lebensmittelechte Lacke sind auch zur Instandhaltung von Fruchtpressen und -mühlen geeignet. Sie sind sowohl für Metall als auch für Holz verwendbar. Bei unbehandeltem Holz muss der Lack stark verdünnt werden. Eine Grundierung wird nicht empfohlen.
In der Imkerei werden Futterzargen aus Holz sowie Flüssigfuttertröge mit Bottichlack ausgegossen.